# Журналістика

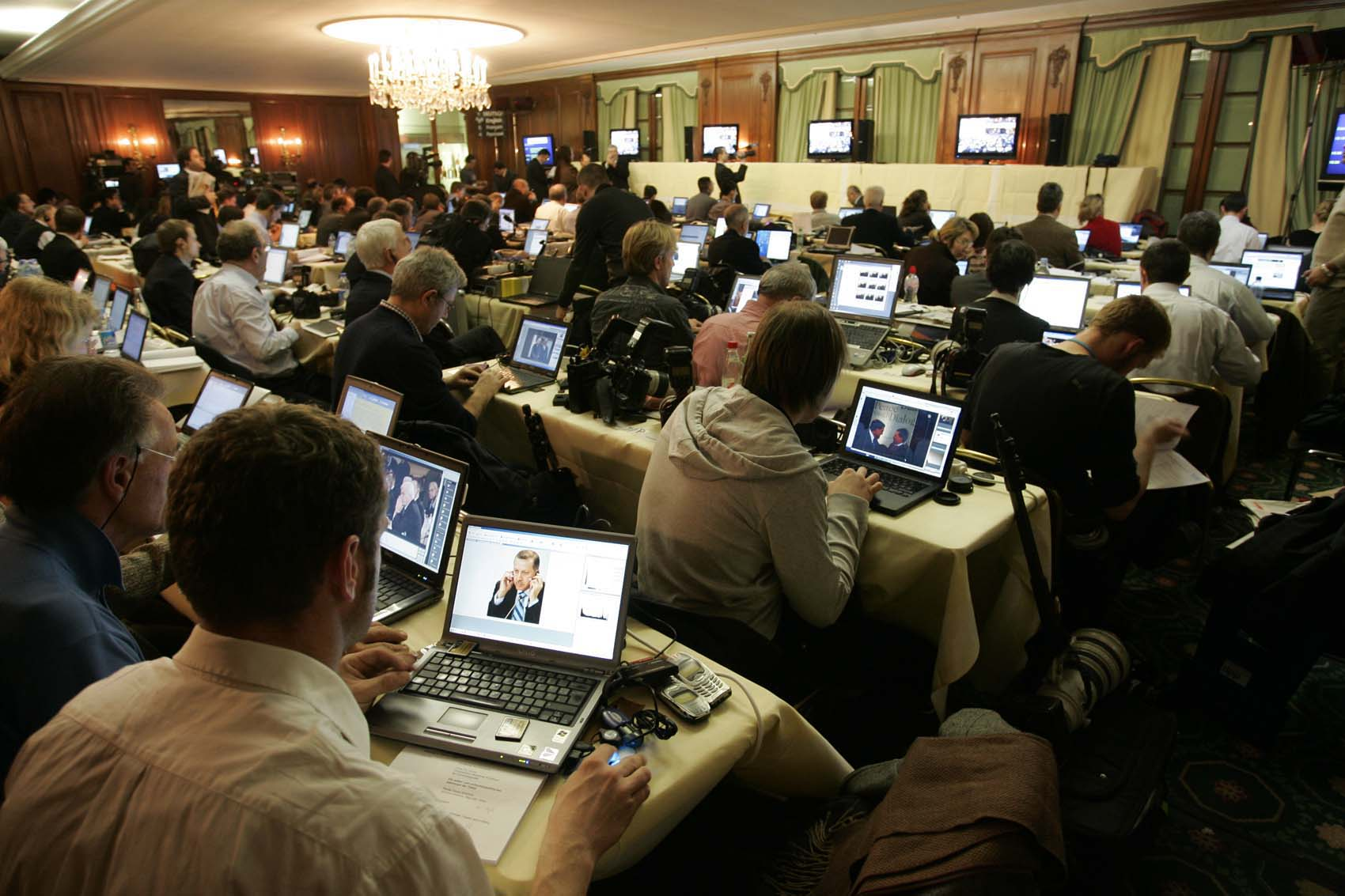
Журналісти на пресконференції

Журналі́стика — соціальний інститут, створений з метою забезпечення всебічного й об'єктивного інформування всіх суб'єктів суспільного життя про соціальну дійсність, що необхідне для оптимального функціонування всіх інших соціальних інститутів і суспільства в цілому як саморегульованої системи.

## Статус
Соціальна місія журналістики полягає у інформуванні громадян задля їхнього розвитку. Функціонування журналістики забезпечується в сучасному світі через її інфраструктуру, яка складається з технічних, інформаційних, організаційно-управлінських, навчальних закладів та установ.
Під журналістикою розуміють також практику збору, інтерпретації інформації про події, теми і тенденції сучасного життя, її уявлення в різних жанрах і формах, і подальшого розповсюдження на масову аудиторію.
Журналістика інституційно є частиною полісистеми засобів масової інформації, тобто входить у багатофункціональні інститути суспільства, такі як преса, телебачення, радіо, Інтернет та ін.
З точки зору суспільних інтересів, журналістика адаптує частину науково-практичного знання даних груп для сприйняття масовою свідомістю з метою прийняття іншими соціальними групами моделей поведінки, ідеології (культури, моралі, етики, естетики) та способів розвитку.
Частина дослідників вважає, що існують два основних напрямки журналістики — журналістика дослідження і журналістика розслідування. Журналіст-дослідник, як правило, працює з відкритими (доступними) джерелами інформації, в розслідуванні журналіст вторгається в область закритої (недоступної) інформації. Відповідно методики роботи в тому й іншому напрямках різні. У демократичних країнах журналістів-розслідувачів прийнято називати «ланцюговими псами демократії», або «розгрібачами бруду». Слід зазначити, що біполярний підхід до напрямів журналістики сьогодні заперечується і визнається спрощеним.
Журналістика як наука — система художніх, культурологічних, історичних, соціологічних та ін. дисциплін, що охоплює повний цикл створення і управління практичною журналістикою в суспільстві, її впливу на зміни суспільних процесів.
Людину, яка професійно займається журналістикою, прийнято називати журналістом.

## Структура
Журналістика включає:
- Систему творів, підготовлених у певних жанрах і формах для розміщення у засобах масової інформації;
- Комунікаційний інститут суспільства, який організаційно складається з мережі профільних установ;
- Сукупність творчих професій, необхідних для збирання, відбору, опрацювання, творення, розповсюдження соціальної інформації масовій аудиторії.
- Спеціальні носії соціально-масової інформації (преса, телебачення, радіо, Інтернет).

Типи журналістики: цифрова, паперова, зображально-звукова, звукова, зображальна (комбінована).
Категорії журналістики:
- Конвергентна журналістика
- Мультимедійна журналістика
- Комп'ютерна журналістика

Види журналістики:
- Пресова (газетно-журнальна) (газети, журнали, бюлетені, альманахи)
- Телевізійна (канали, програми, передачі, фільми, інше
- Радіожурналістика (канали, програми, передачі, інше)
- Інтернет-журналістика (інтернет-видання, інтернет-версія видання, сайт-видання, інше)
  - Громадянська журналістика (новий підвид інтернетної журналістики, де репортером може стати будь-хто, хто розміщує суспільно-важливу інформацію у своєму блозі, публічному відео- чи фотосервері, профілі в соціальних мережах)
- Агентська (для інформаційних агентств)
- Фотожурналістика (таблоїди тощо)
- Кінематографічна (кіноканал, кінохроніка, кіножурнал, кінопрограма тощо)

Тематичні спеціалізації журналістики:
- соціальна журналістика;
- політична журналістика;
- ділова журналістика;
- комерційна;
- некомерційна;
- міжнародна журналістика;
- аграрна журналістика;
- спортивна журналістика;
- наукова журналістика;
- правова журналістика;
- медична журналістика
- військова журналістика
- релігійна;
- дрон-журналістика[1]
- інша галузева журналістика

Аудиторні спеціалізації журналістики:
- Жіноча
- Чоловіча
- Молодіжна
- Дитяча
- Пенсійна

## Класифікація
Журналістику можна поділити на:
- професійну (яку виконують журналісти) і непрофесійну;
- пресову (для газет і журналів), агентську (для інформаційних агенцій), фото-, радіо-, телевізійну та інтернет-журналістику;
- комерційну (спрямовану на отримання прибутків власниками медій) і некомерційну (для громадських, державних і релігійних організацій);
- місцеву, загальнонаціональну і міжнародну;
- політичну, економічну, спортивну, культурну й іншу соціальну.

## Історія журналістики
Журналістика виникла з необхідності поширення значущої для суспільства інформації. Ще в Давньому Римі існували видання, що повідомляли про рішення Сенату, події із життя видатних осіб того часу, хроніка життя міста. Вони вивішувалися на табличках і користувалися популярністю народу. Ці газети називалися Acta diurna populi Romani, тут друкувалися події для широкої публіки та Acta senatus або Commentarii senatus, в якій йшлося про події в Сенаті. Винайдення друкарства уможливило швидкий процес масового копіювання інформаційного матеріалу, який раніше поширювався переважно в усний спосіб. Так, політичну інформацію в Середньовіччі повідомляли глашатаї, герольди, кур'єри та вісники, які зачитували укази, реляції та рескрипти, іноді з власними коментарями. Почасти тому, в сучасній журналістиці назви газет і журналів нагадують про цих гінців: «Кур'єр ЮНЕСКО», «Daily Herald» (герольд), «Chicago Tribune» (трибуна — місце для промов), «Форум» (площа в Римі, де проходила агора — народне зібрання) тощо.
«Повідомлення всіх видатних і пам'ятних історій» (нім. Relation aller Fürnemmen und gedenckwürdigen Historien), опублікована 1605 року в Страсбурзі, вважається першою газетою. Першим успішним щоденним виданням англійською мовою була британська газета «The Daily Courant», яка виходила впродовж 1702—1735 років. З часом преса стала впливовим соціальним інструментом, який через можливості тиску на владні структури називають четвертою владою.
За чотири століття існування журналістика довела свою спроможність забезпечувати саморегулювання суспільства, міцно увійшла до механізмів суспільного самоуправління, стала одним з найважливіших суб'єктів соціального управління. У тоталітарному суспільстві роль журналістики зводиться до агітації та пропаганди, тобто передавання готової, створюваної у вузьких владних колах інформаційної продукції споживачам. У вільному демократичному суспільстві роль журналістики незмірно зростає, вона перетворюється на «фабрику новин», її працівники збирають, обробляють і виготовляють інформацію, без якої неможливе існування жодного іншого суб'єкта суспільної дійсності. Таке велике значення журналістики як соціального інституту сьогодні.

## Функції журналістики
Виділяють загальні й спеціальні функції журналістики.
Загальні функції належать до числа основних, пов'язані з атрибутивними ознаками журналістики, виконуються кожним пресовим виданням, ТРК чи електронним ресурсом без винятку, незалежно від його розміру, накладу чи адресної спрямованості.
- Збирання, обробка й поширення інформації — без цієї функції не можуть бути реалізовані інші завдання журналістики. Її виконують абсолютно всі друковані періодичні видання, радіостанції й телестудії, електронні газети й журнали.
- Формування громадської думки — громадська думка може бути сформована тільки через соціальний інститут масової інформації. За допомогою журналістики організовується обговорення важливих соціальних проблем, зацікавлені громадяни мають змогу висловити думку з широкого кола актуальних питань.

Спеціальні функції залежать від виду масово-інформаційної діяльності, і для кожного вони є різними. Так у розважальній газеті відсутність ідеологічних матеріалів не дає здійснювати функції соціальної критики («сторожового собаки»), так само як партійна газета може не займатися розважанням та відпочинком своїх читачів.
- Організаційна функція журналістики допомагає суспільству самоорганізовуватися й структуризуватися. Через журналістику громадянське суспільство здійснює вплив на державні, господарські та громадські установи й організації, домагається розробки й прийняття необхідних рішень, здійснює роз'яснення прийнятих державних ухвал і постанов. Журналістика згруповує людей за інтересами: політичними, економічними, фаховими, художніми. Структура ЗМІ відображає політичну, фахову, економічну, вікову тощо структуру суспільства.
- Функція «сторожового собаки» (соціальної критики) — боротьба журналістики з суспільними вадами чи хворобами, захист законності й правопорядку від тих, хто намагається їх порушувати, від корумпованого чиновництва тощо. Цей термін виник в американській теорії журналістики, як образ сторожового собаки, що охороняє дім і голосно гавкає при наближенні небезпеки.
- Ідеологічна функція журналістики — пропаганда певних життєвих цінностей та агітація на їх підтримку. Ці поняття близькі, але мають істотні відмінності. Якщо пропаганда — це діяльність журналістики в справі поширення ідей, утвердження певної ідеології, формування історичної свідомості та художньої картини світу, то агітація — це діяльність журналістики в справі поширення оперативної інформації, що активно формує позицію читача, подаючи йому, як правило, приклади для наслідування. Від пропаганди й агітації невіддільна партійна журналістика, такий же пропагандистський, за визначенням, характер має сьогодні й релігійна журналістка. Але й загальні ЗМІ також зорієнтовані на пропаганду і агітацію здорового способу життя, моральних національних та загальнолюдських цінностей.
- Культурна (культуротвірна) функція журналістики проявляється у трьох аспектах:
  - носій культури — через систему літературно-художньої журналістики здійснюється поширення художніх творів, репродукцій малярства й фотомистецтва;
  - журналістика подає широку хроніку мистецького життя, інформує про події у світовій культурі;
  - мистецька критика, яка зародилася виключно як явище журналістики, і сьогодні, допомагає зорієнтуватися в потоці сучасної літератури, формує критичні оцінки, інтерпретації творів та мистецького процесу в цілому, створює попит на явища культури та мистецтва.
- Розважальна функція журналістики  допомагає людині у розслабленні й відпочинку. Вона проявляється через публікацію у пресі кросвордів, анекдотів, сторінок гумору, у створенні на радіо й телебаченні розважальних програм.
- Рекламна функція журналістики. Реклама — важливе джерело фінансування журналістики. Реклама істотно відмінна від журналістської інформації. Завдання журналістики — служити суспільству правдою, адекватно відображати соціальну дійсність. Завдання реклами — обслуговувати, забезпечувати просування товарів, послуг, комерційних фірм, публічних діячів.

## Професійні стандарти
Бі-Бі-Сі, яка першою стала працювати на засадах публічного мовлення, започаткувала професійні стандарти сучасної журналістики. Ці стандарти стали однаковими для всіх журналістів незалежно від того у яких медіях вони працюють і яку політику ведуть їхні редакції. Співробітники Бі-Бі-Сі мають враховувати таке:
- викриття або виявлення злочинів;
- викриття антигромадської поведінки;
- викриття корупції й несправедливості;
- розкриття істотної некомпетентності або недбалості;
- захист здоров'я і безпеки людей;
- захист людей від уведення в оману будь-якою заявою чи дією окремої особи або організації;
- розкриття інформації, що дає змогу людям прийняти значно інформованіше рішення з суспільно важливих питань;
- свобода самовираження.

Кожна тема має подаватися неупереджено. Програма, що пов'язана з викладенням фактів на суперечливі громадсько-політичні теми або із суперечливих питань політики чи виробництва, відповідатиме принципу належної неупередженості в тому разі, якщо вона викладає їх чесно, точно та правдиво. Окремо зауважується, що Бі-Бі-Сі прагне до збалансування громадського інтересу щодо свободи вираження із законним очікуванням недоторканності приватного життя окремих осіб.
Отже, редакційні цінності Бі-Бі-Сі формулюються таким чином:
- правдивість і точність;
- безсторонність і багатоманітність точок зору;
- редакційна чесність і незалежність;
- служіння суспільним інтересам;
- справедливість;
- недоторканність приватного життя;
- запобігання завдавання шкоди та образ (врівноваження права на передачу і публікацію нової та суперечливої інформації з відповідальністю стосовно захисту вразливих людей);
- діти (специфічна аудиторія, яка вимагає власного комплексного підходу);
- підзвітність (перед аудиторією).

Принципи висвітлення новин:
- Ми розповідаємо про все першими.
- Ми розповідаємо про все точно.
- Ми завжди знаємо походження наших новин.
- Ми надаємо слово всім зацікавленим і не стаємо ні на чий бік.
- Ми розповідаємо про факти, а не про наше ставлення до них. Ми не даємо оцінок подіям, учасникам подій чи явищам.
- Ми залучаємо найкращих, різних, незалежних експертів для адекватної оцінки складних для розуміння подій та явищ.
- Ми не залишаємо «білих плям».
- Ми говоримо з людьми однією мовою.

## Журналістська етика
Журналістська етика — правила та норми поведінки, яких повинні дотримуватися всі, хто причетний до збирання, оброблення та розповсюдження масової інформації. Основна діяльність журналіста спрямована на задоволення права аудиторії отримувати перевірену й повну суспільно вагому інформацію для вироблення орієнтирів у сучасному світі. Це передбачає, що він має право на доступ до джерел інформації й зберігати їх у таємниці (якщо вони того вимагають), а також право на критику. Професійна діяльність журналіста пов'язана з конфіденційністю: отримавши доступ до певної закритої інформації, не можна передавати її третім особам без згоди інформатора.
Журналістські матеріали можуть подаватися з погляду окремої особи, та і з погляду людства. Журналіст повинен віддавати перевагу загальнозначущим гуманістичним цінностям як вищим. Журналіст постійно робить вибір між добром і злом, як і кожна людина.
Попри те, що журналіст має право дотримуватися власної думки, він не може нав'язувати її іншим, тому повинен бути чесним, незаангажованим під час збирання й висвітлення фактів та поглядів (розмежовують виклад фактів і журналістський коментар). Якщо журналіст пише на контроверсійні теми, аудиторія має право знати точки зору основних фігурантів події.
Головні етичні принципи роботи ЗМК:
- Ми дбаємо про моральність наших повідомлень.
- Ми не втручаємося в чуже приватне життя.
- Лише вирок суду дає нам право назвати людину винною.
- Ми не завдаємо додаткових страждань жертвам злочину.
- Ми до кінця захищаємо наші джерела інформації.
- Ми збираємо інформацію лише в законний спосіб.
- Ми збираємо відкриту і доступну інформацію.
- Ми не крадемо чужих думок.
- Ми не сортуємо людей за будь-якою ознакою.
- Ми не беремо хабарів.
- Ми особливо обережні з правами дітей.
- Ми поважаємо чужу довіру.

Жахливим порушенням журналістської етики та журналістських стандартів є вигадування й підлаштування фактів під визначені висновки. Небезпечною в інформаційному повідомленні є прихована реклама («джинса»).
Нині преса часто бере участь у «війні компроматів», керуючись інтересами не аудиторії, а власника чи замовника. Унаслідок цього в журналістиці часто виникає проблема морального характеру — пріоритет вигоди, прибутку; тому цілком закономірно, що мас-медіа перетворюються з джерела інформації на засіб заробляння грошей, що з часом може призвести до повної бульваризації преси. Журналіст відповідальний за свої слова насамперед перед суспільством, оскільки впливає на зміни в настроях у ньому. Він має ретельно перевіряти інформацію (принаймні, у двох незалежних джерелах); у разі подання помилкових відомостей їх одразу необхідно відкрито визнати та спростувати. Візуальні матеріали повинні бути реальними, а не постановочного характеру (обов'язковим є посилання на архівні матеріали). Невіддільною рисою справжньої журналістики є культура мови (зокрема неприпустимо широко використовувати жаргонізми, елементи ненормативної лексики).
Деякі журналістські кодекси етики, зокрема європейські, також містять занепокоєння щодо дискримінаційних посилань у новинах на основі раси, релігії, сексуальної орієнтації та фізичних чи психічних недоліків. Парламентська асамблея Ради Європи схвалила у 1993 році Резолюцію 1003 про етику журналістики, яка рекомендує журналістам поважати презумпцію невинуватості, зокрема у справах, які все ще підсудні.

## Журналістика та наука
Попри те, що немає науки «Журналістика», багато закладів вищої освіти різних країн готують журналістів і вивчають журналістику як соціальне явище. Разом з тим, дуже багато професійних журналістів ніколи спеціально журналістиці не навчалися.
У ВНЗ навчальний процес для журналістів багато в чому схожий з підготовкою філологів, але викладаються і специфічні дисципліни. В Україні широко відомий Інститут журналістики Київського національного університету імені Тараса Шевченка. Факультети журналістики є у Львівському, Харківському, Полтавському, Запорізькому університетах, Таврійському національному університеті імені В. І. Вернадського.

## Журналістика як навчальна дисципліна
2007 року освітня спеціальність «Журналістика» стала предметом реформи. Вона була вилучена із напрямку «Філологія» і разом з іншими спеціальностями («Видавнича справа та редагування», «Реклама» і «Зв'язки з громадськістю») віднесена до нового напряму «Журналістика та інформація». Тоді ж було реформовано й наукову галузь, у якій здійснювалися кваліфікаційні наукові студії з журналістики. Спеціальність «Журналістика» була вилучена зі сфери філології та під назвою «Теорія та історія журналістики» включена до нового напряму «Соціальні комунікації». Це призвело до трансформації журналістської освіти, де в навчальному плані посилилася частка дисциплін, пов'язаних з репрезентацією в ньому нової галузі.

## Методика навчання журналістики
Дослідники М. Нетреба і Г. Нищик у своїй статті щодо викладання журналістських дисциплін у вищій школі зазначили, що ефективність навчальної роботи зі студентами залежить не лише від методів і прийомів навчання, а й від форм організації навчальної роботи. Сучасні форми організації навчання у вищій школі ґрунтуються на спільній діяльності викладача й студентів і становлять певні структурно-організаційні різновиди навчальних занять.
Науковці С. Кузьміна та А. Досенко, описуючи використання практично-орієнтованої моделі базової підготовки журналістів, запровадженої в Таврійському національному університеті імені В. І. Вернадського [Архівовано 21 вересня 2020 у Wayback Machine.] доцентом кафедри журналістики С. Авраменко, вказали на розроблення і застосування оригінальної методики освіти в галузі журналістики та на досвід, який потребує подальшого наукового вивчення і вироблення методичних рекомендацій для використання його позитивних компонентів у системі сучасної журналістської освіти.

## Медіаекономіка та економіка ЗМІ
Основним джерелом доходу більшості ЗМІ є розміщення рекламних та інших комерційних матеріалів. Поширюючи тексти та рекламу, мас-медіа стають одночасно й інструментом, що стимулює споживання, і важливим каналом інформації про нові товари та послуги. Інформація, яка поширюється через різні комунікаційні канали, такі як друкована преса, телебачення і радіомовлення, просування медіа у комунікаційних мережах, таких як мобільний зв'язок та Інтернет, стають джерелом отримання доходів, і можуть бути розглянуті як особливий сектор економіки.
У сучасному суспільстві, однак, сама інформація найчастіше виявляється товаром. Цим обумовлено існування великої кількості ЗМІ, які не містять рекламних матеріалів, а повністю фінансуються різними організаціями, урядами, громадськими об'єднаннями та рухами.

## Жанри журналістики
Існує жанрове різноманіття:
- Інформаційні — хроніка, інформація, розширена інформація, замітка, інтерв'ю, звіт, репортаж, спеціальний репортаж, пресопитування та ін.
- Аналітичні — кореспонденція, коментар, стаття, лист, рецензія, бесіда, експеримент, рейтинг, огляд, мемуари та ін.
- Художньо-публіцистичні — замальовка, есе, нарис, пасквіль, фейлетон, памфлет, історія, некролог і ін.
- Шоу-жанр — ігри, конкурси, реаліті-шоу та ін.

Журналістика як професія передбачає певну спеціалізацію.